# Natasha Moraga
Natasha Moraga (La Mirada, California) es una artista mexicana-estadounidense que trabaja en la técnica de trencadís. Creó varios murales públicos en Puerto Vallarta, trabaja en un proyecto que se llama el Parque de los Azulejos para cubrir el Parque Lázaro Cárdenas en azulejos. Este trabajo se base en la participación de la comunidad de Puerto Vallarta y empezó un proyecto que se llama Mosayko Vallarta para organizar la participación de voluntarios en los proyectos con azulejos.  

## Biografía
La artista nació en La Mirada, California. Su madre es mexicana y su padre es chileno. Es ciudadana de los EE. UU. y México, tiene ciudadanía mexicana por su madre.
Cuando tenía 8 años, su familia se trasladó a México porque sus padres quisieron que sus hijos tuvieran una educación “más latina”. Inicialmente, vivieron en un rancho cerca de la ciudad de Guadalajara, más tarde empezaron a vivir en Puerto Vallarta. La maestra dice que inicialmente no le gustaba su estancia en México, pero no se arrepiente de la decisión de sus padres, no tiene intenciones de ir a vivir a los Estados Unidos.
Había problemas familiares cuando Moraga era adolescente, cuando tenía 15 años, decidió de separarse de su familia. Por unos años, vivió como nómada y con varios amigos. Con una, se trasladó a Alemania, de donde tuvo la oportunidad de visitar Barcelona. Allí en 2005, encontró las obras de trencadís hechas por Antoni Gaudí. Moraga quería ser artista y trabajar en azulejo le fascinaba porque es muy físico.
Regresó a Puerto Vallarta, consiguió una beca para estudiar con el artista Isaiah Zagar por una semana en Filadelfia en 2009.
A pesar del tiempo en Filadelfia, no empezó de trabajar como artista inmediatamente. Su padre, que llegó a ser un hombre de negocios en Puerto Vallarta, la convenció de abrirá un restaurante. El negoció tuvo éxito, pero después de dos años, Moraga decidió que ya no quiso continuar. No pudo venderlo, solo lo cerró en 2010.

## Primeros proyectos
Natasha Moraga es responsable de varias obras que se pueden encontrar en las bancas, escaleras, muros y otros lugares públicos en Puerto Vallarta. Reciben atención porque este estilo de mosaico no es común en México. Moraga clasifica su trabajo como “basado en la comunidad y “arte de la calle”.
Moraga creó su primer mural en un muro en la Colonia Emiliano Zapata. El muro rodea un kinder público en la esquina de Pino Suárez y Basilio Badillo, fue cubierto en grafiti. Después de recibir permiso de colocar el mural, trabajó entre octubre de 2011 hasta febrero de 2012. Se terminó y se tituló Episodio 1. La mayoría del dinero para sus proyectos vienen de personas que patrocinan un parte de la obra, la idea surgió cuando una mujer se acercó a Moraga y le ofreció $100 USD para poner su nombre en un azulejo. Después de terminar este mural, la maestra hizo una lista de diez lugares para colocar azulejo.
Su segundo proyecto está en la Colonia Marina Vallarta en Calle Albatros, cerca del Colegio Americano. Trabajó en este proyecto desde 2013 hasta 2015. Este mural se llama Episodio 2, es más de 500m2 y es el mural muy grande, en segundo lugar en México.
Después de esto, Moraga trabajó en las letras gigantes que escriben “Puerto Vallarta” que saluda al tráfico que llega a la ciudad en la autopista en la parte norte. Tuvo dificultades con algunas autoridades, pero pudo lograr el apoyo que recibió de varios negocios en Puerto Vallarta.
Moraga también crea mosaicos para hoteles, restaurantes y casas en la ciudad. Hace proyectos públicos más pequeños como los bancos en la Calle Francisco Rodríguez entre Olas Altas y el muelle Los Muertos.

## Parque de los Azulejos
Antes, Moraga hizo su trabajo sola o con familiares y/o amigos. Su próximo proyecto, Parque que Azulejos, requiere más organización y financiamiento.
El proyecto inicio en 2017, con el Centenario de la Fundación de Puerto Vallarta. Se ubica en el Parque Lázaro Cárdenas. Moraga dijo en una entrevista que «siempre pasaba y veía que estaba oscuro, en malas condiciones y necesitaba color». Presentó el proyecto tres veces a las autoridades antes de recibir aprobación. Empezó con materiales que ya tenía de otros proyectos porque todavía no tenía financiamiento.
Es su proyecto más grande hasta la fecha, con la intención de cubrir todos en el Parque Lázaro Cárdenas en azulejo y hacerlo como una galería al aire libre.  En la primera fase, se concentró en el anfiteatro, sobre todo en las columnas. Se cubre todo el kiosco con sus 66 bancos, el estacionamiento, los muros, incluso las macetas.
Moraga dice que «…todos los colores y figuras tienen significado y no son al azar». La mayoría de los diseños se relatan a Puerto Vallarta, pero algunos son personales, como los que se basen en los tatuajes que Moraga tiene en su cuerpo.
Todo el dinero para el proyecto es de fuentes particulares, nada es del gobierno. Su financiamiento depende en la venta de azulejos, donaciones que se reciben por su sitio web y una caja en el parque para depositar efectivo.
Voluntarios hacen la mayoría del trabajo, bajo la dirección de Moraga y su hermano. Reciben capacitación en talleres durante tres días, similar al taller que Moraga asistió en Filadelfia.  Los voluntarios incluyen niños, adolescentes, adultos y jubilados.
A 2019, el proyecto cubrió 70% del espacio. Todavía no hay fecha de terminación.
Este proyecto llama la atención de residentes y turistas y ahora el parque es popular para visitar y tomar fotografías. Cambia la imagen de la zona y ahora recibe mejores servicios.

## Mozayko Vallarta
El proyecto Parque de Azulejos cambió la manera cómo Moraga trabaja, ahora se enfoca en proyectos que involucran a la comunidad para ayudar a la misma comunidad. Por esta razón, surgió la organización Mozayko Vallarta. Se organizan talleres y antes de enero de 2019, capacitaron a más de 300 personas.
Moraga recibe invitaciones en México y los Estados Unidos para hacer presentaciones sobre Mozayko Vallarta y sus efectos en la comunidad. En 2019, recibió premio de la Asociación Mexicana de Mujeres Empresarias por su trabajo.